# Rangierer (Film)
Rangierer ist ein Dokumentarfilm des DEFA-Studios für Dokumentarfilme von Jürgen Böttcher aus dem Jahr 1984.

## Handlung
Im Februar 1984 begleitet das Filmteam Mitarbeiter des Kollektivs Ablaufberg der Brigade 1 auf dem verschneiten Rangierbahnhof Dresden-Friedrichstadt bei ihrer Arbeit. Der Film kommt ohne Kommentar aus, es sind nur die Rangiergeräusche und einige Wortfetzen der Kollegen sowie des Dispatchers aus dem Funkgerät zu hören. Mit einem Zettel in der Hand entkuppelt ein Rangierer mittels einer speziellen Stange am Ablaufberg die vorgesehenen Güterwagen eines angekommenen Güterzuges, damit sie auf entsprechenden Richtungsgleisen zu neuen Zügen zusammengestellt werden können. An diesen Gleisen stehen auch wieder Rangierer, die mit Hemmschuhen den Schwung der Waggons abbremsen, damit sie nicht mit der vollen Kraft auf die bereits dort stehenden Wagen auftreffen können. In manchen Fällen ist es auch erforderlich, dass ein Kollege mit einer Handbremse die Geschwindigkeit des Waggons regeln muss. In den kurzen Pausen können sich die Arbeiter in einem Aufenthaltsraum kurz aufwärmen und etwas trinken, während bereits eine Art Fernschreiber den Auftrag für den nächsten Zug ausdruckt.
Am Schluss des Films erfährt der Kinobesucher noch, dass auf dem Bahnhof Dresden-Friedrichstadt 300 Eisenbahner arbeiten. Sie rangieren täglich 4.200 Waggons, die zu 114 Zügen gehören. In einer Schicht werden 1.600 Waggons entkoppelt und neu zusammengestellt.

## Produktion und Veröffentlichung
Die Uraufführung fand im Oktober 1984 während des 7. Nationalen Festivals des Dokumentar- und Kurzfilms der DDR in Neubrandenburg statt.

## Kritik
Klaus Peter Wolf bringt vom 7. Nationalen Festivals des Dokumentar- und Kurzfilms der DDR in Neubrandenburg folgenden Eindruck über den Film in der Neuen Zeit mit:

„In dem Schwarz-Weiß-Streifen gibt es keinen Kommentar, keine Fragen. Geräusche und gelegentliche Wortfetzen sind die einzige akustische Kulisse. Ansonsten sprechen die Bilder, deren Authentizität und ästhetischer Reiz den Betrachter gleichermaßen faszinieren. Ein Film, der die Schwere und Verantwortung dieser Arbeit zeigt, nicht darüber redet.“

Im Neuen Deutschland schreiben Peter Berger und Ursula Meves in ihrem Bericht von der XXVII. Internationalen Leipziger Dokumentar- und Kurzfilmwoche für Kino und Fernsehen:

„Der Film hat weder Kommentar noch Dialog, man vernimmt nur ab und an den Dispatcher: In diesem Beruf kommt es aufs Wort an, nicht auf viele Worte. In beziehungsreichen Montagen läßt Böttcher spüren, wie eine Hand gleichsam in die andere greift. Hier ist der einzelne nicht allein. Eingespieltsein aufeinander, gutes Miteinander sind Bedingung.“

## Auszeichnungen
- 1984: Internationalen Leipziger Dokumentar- und Kurzfilmwoche für Kino und Fernsehen: Preis des Ministers für Kultur
- 1985: XXXI. Westdeutsche Kurzfilmtage Oberhausen: Preis des Evangelischen Filmzentrums (Interfilm)
- 1985: XXXI. Westdeutsche Kurzfilmtage Oberhausen: Ehrendiplom
- 1985: XXXI. Westdeutsche Kurzfilmtage Oberhausen: "Don-Quichote-Preis" der FICC